# Johann Eberhard Nebelthau
Johann Eberhard Nebelthau (* 14. September 1864 in Bremen; †  23. Juni 1914 in Bremen) war ein deutscher Physiologe und Hochschullehrer.

## Leben
Nach dem Abitur 1884 am Gymnasium in Bremen studierte Johann Eberhard Nebelthau an den Universitäten Bonn, Marburg, Berlin und Straßburg Medizin. In Bonn schloss er sich 1885 dem Corps Hansea an. 1888 wurde er in Berlin zum Dr. med. promoviert. 1889 erhielt er in Straßburg die ärztliche Approbation und ging als Assistenzarzt an die Universitätsklinik in Marburg und arbeitete physiologisch in den Laboratorien von Eduard Külz, Max Rubner uns Albrecht Kossel. 1894 habilitierte er sich Marburg in innerer Medizin. 1895 wurde er Oberarzt an der Marburger Universitätsklinik. 1898 wurde er zum außerordentlichen Professor an der Universität Marburg berufen. 1900 wechselte er an die medizinische Poliklinik der Universität Halle, zunächst als Oberarzt und außerordentlicher Professor und ab 1904 als Direktor der Poliklinik. 1906 trat er wegen eines Nervenleidens von der Leitung der Klinik zurück.
Zusammen mit der Firma Leitz entwickelte Nebelthau zur mikroskopischen Betrachtung von Gehirnschnitten ein Schlittenmikroskop, das sog. Schlittenmikroskop für Gehirnschnitte nach E. Nebelthau.

## Schriften
- Tritt nach der Ausschaltung der Leber beim Kaltblüter Milchsäure im Harn auf?, 1888
- Zur Glykogenbildung in der Leber, 1892
- Kalorimetrische Untersuchungen am hungernden Kaninchen im fieberfreien und fieberhaften Zustande, 1894
- Über die Wirkungsweise einiger aromatischer Amide und ihre Beeinflussung durch Einführen der Methyl- und Aethylgruppe, 1895
- Mikroskop und Lupe zur Betrachtung großer Schnitte, 1896
- Gehirndurchschnitte zur Erläuterung des Faserverlaufs 1898
- Beitrag zur Lehre vom Hämatoporphyrin des Harns, 1899